# Municipio de East Vincent
El municipio de East Vincent (en inglés: East Vincent Township) es un municipio ubicado en el condado de Chester en el estado estadounidense de Pensilvania. En el año 2000 tenía una población de 5493 habitantes y una densidad poblacional de 156,7 personas por km².

## Geografía
El municipio de East Vincent se encuentra ubicado en las coordenadas 40°10′26″N 75°37′59″O / 40.17389, -75.63306.

## Demografía
Según la Oficina del Censo en 2000 los ingresos medios por hogar en la localidad eran de $63 851 y los ingresos medios por familia eran de $78 038. Los hombres tenían unos ingresos medios de $52 625 frente a los $33 620 para las mujeres. La renta per cápita de la localidad era de $27 799. Alrededor del 6,5% de la población estaba por debajo del umbral de pobreza.